# VFA-204
Escadron de chasseur d'attaque 204
Le Strike Fighter Squadron 204 ou VFA-204, connu sous le nom de "River Rattlers", es tun escadron  de chasseur d'attaque aéroporté de l'United States Navy Reserve  (USNR) pilotant le F/A-18C/D Hornet. L'escadron est basé à la Naval Air Station New Orleans (Joint Reserve Base) et fait partie de la Tactical Support Wing de la Réserve navale des États-Unis. Leur indicatif radio est River et leur code de queue est AF.

## Galerie

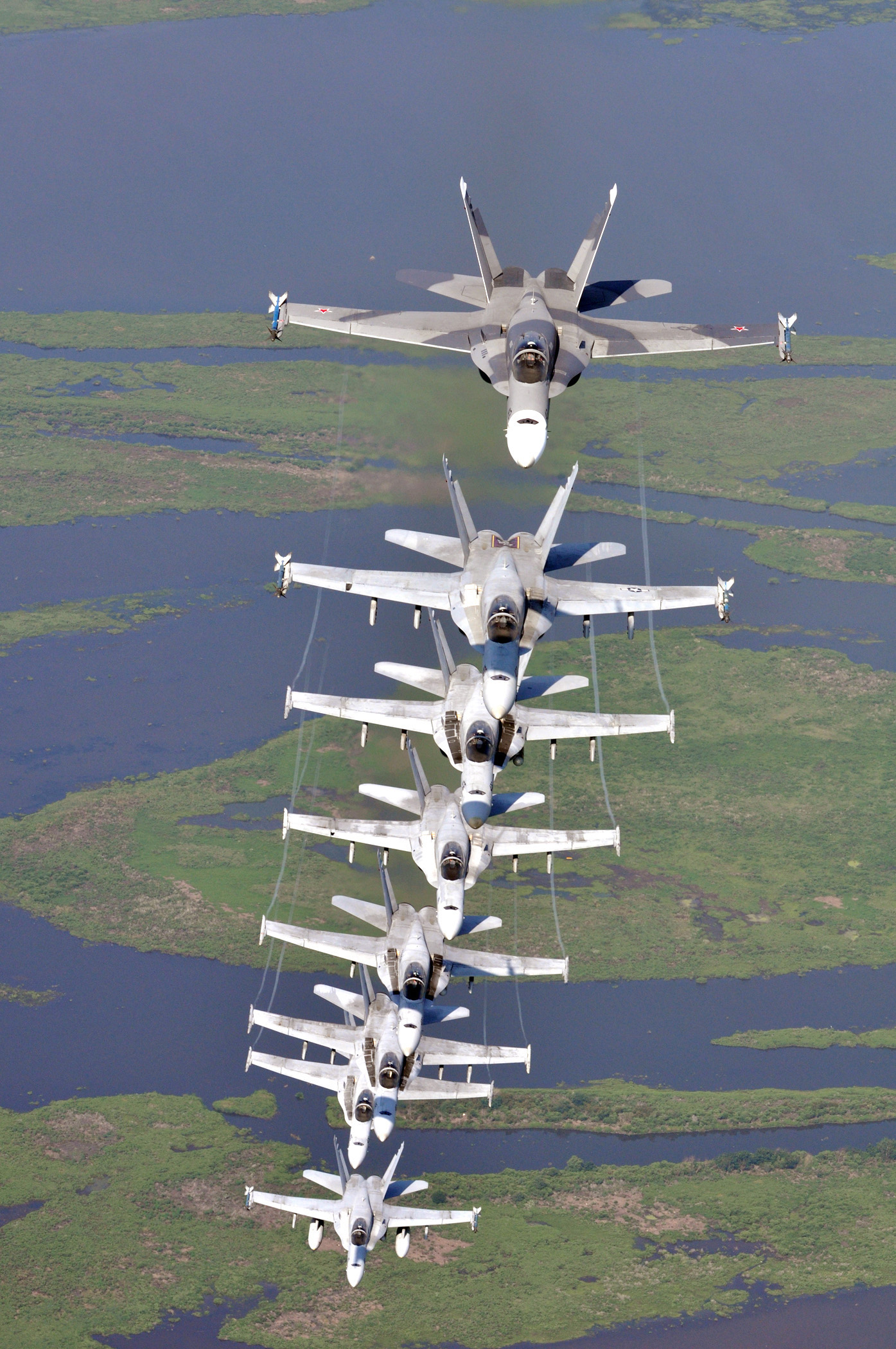
FA-18A Hornet du VFA-204
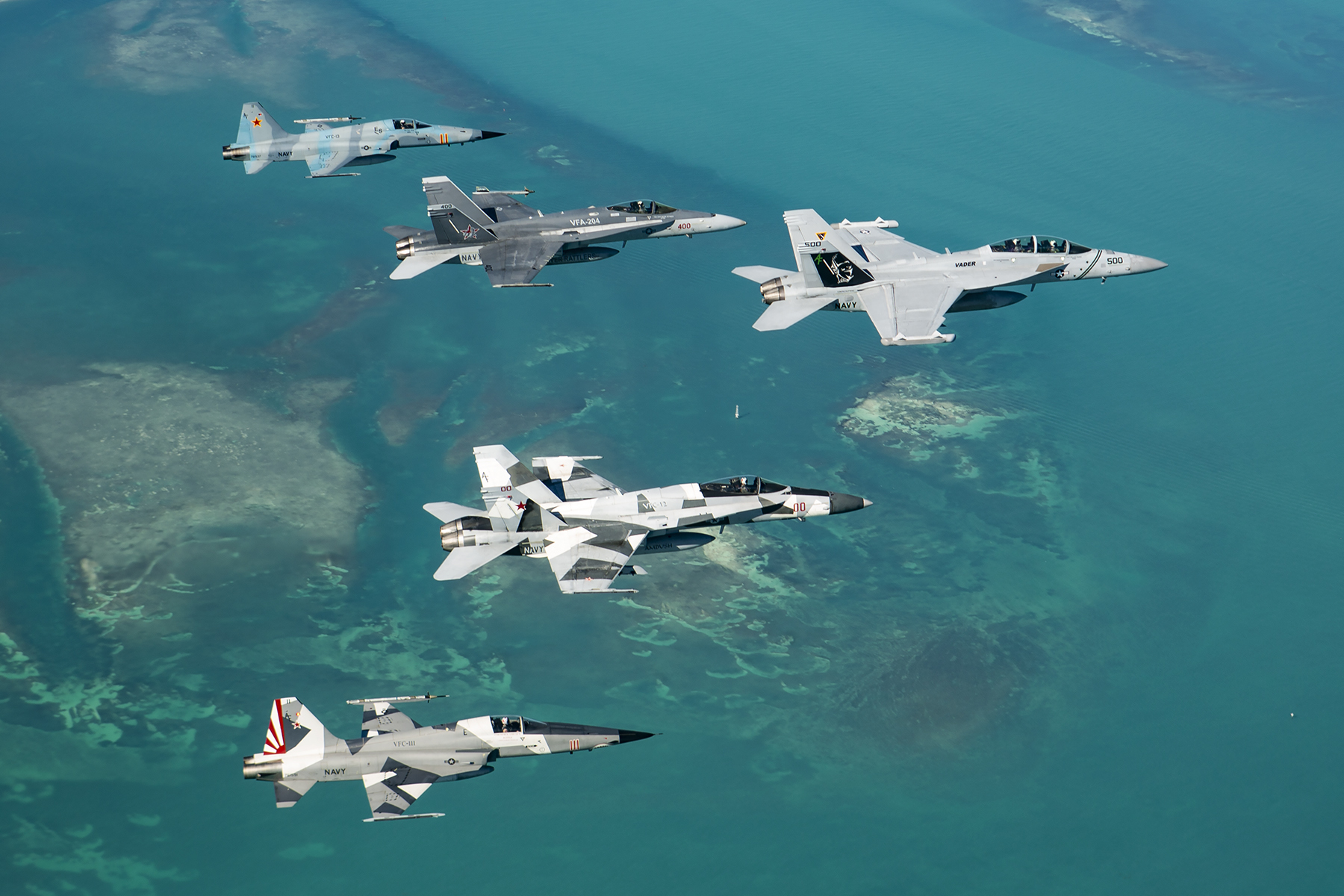
Tactical Support Wing en 2021